# 吉田由莉
吉田 由莉（よしだ ゆり、1980年12月24日 - ）は、埼玉県出身の女優、タレント、グラビアアイドル。
サワーズ所属（かつてはアーティストハウス・ピラミッドに所属していた）。

## 略歴・人物
幼い頃から絵を習い、グラフィックデザイナーを目指していたが、買物のために上京したところをスカウトされ、芸能界入りすることになる。
趣味は絵を描くことの他、シンセサイザーなどでの音楽作りやパソコンでの映像編集で、「家電オタク」を自称。自らで多くのイメージDVDの制作・編集を手がけている。グラビアやイメージビデオのほか、女優、バラエティ、得意なパソコンを扱ったPC技術番組など、多方面で活動中。出演するイメージDVDでは独特の世界観を表現、自ら出演、制作し異色の作品をリリースしている。自作PCユーザーであり、自作PC系のイメージモデルも務めている。

## 出演

### テレビドラマ
- 天国のKiss（1999年、テレビ朝日）伊藤恵役
- OLヴィジュアル系スペシャル（2001年、テレビ朝日）

### バラエティ
- 所的蛇足講座（1999年10月 - 2000年3月、福岡放送）
- ホットパンツ（2000年4月 - 、福岡放送）
- エブナイ（2000年 - 2001年、フジテレビ）
- フィギュアの王国（2002年 - 、CS280ch）
- ドキドキ!? にゅ〜すキャスター（MONDO21）
- もっこりパラダイス（2009年、MONDO21）
- ビジュアルウェブS〜乙女学院〜MC（2010年-、CS371ch)

### その他のテレビ番組
- 志村けんのバカ殿様（1999年 -2000年、フジテレビ)
- しらばかっ!（1999年 - 、フジテレビ）
- 恋愛スロット クルくるV（1999年 - 2000年、テレビ東京）
- ホットパンツ（2000年4月 - 9月、日本テレビ）
- PCプラス（2004年 - 、Act On TV）司会
- 鈴木タイムラー（2005年 、テレビ朝日)

### 映画
- 行け! レインボー仮面 レインボー仮面VSホームレス軍団(2002年）浜畑マサコ役
- 妄想少女 (2005年、バグジーエンタテイメント）秋代役
- 真夜中のマーチ(2007年）

### CM
- アトラス住販株式会社

### イメージモデル
- 「パ自検」第一回パソコン自作力検定ポスター（2012年）

### ラジオ
- 絵莉と由莉の薔薇色懇談会（2002年 - 、有線）
- 絵莉と由莉のお涙ちょ〜だい（2001年 - 2002年、有線）
- ASIAN美少女FILEヴィジアル・プリンセス（2001年 - 2002年、有線）準レギュラー

### ネット配信
- 吉田由莉の電脳黒社会 - ウェイバックマシン（2006年5月6日アーカイブ分）（2006年 - 、アリババ秋葉原）連載コラム
- 吉田由莉のアイドル丼（2006年-あっ!とおどろく放送局）
- 史上最強のtoto予想（2007年-あっ!とおどろく放送局）

### PCソフトウェア
- Viemo（ヴィーモ）デスクトップキャラクター(2008年10月10日）

## ビデオ・DVD
- Final beauty（2000年、竹書房）
- ときめきアイドル白書/54 Uncage（2000年、英知出版）
- フェチ・トランス（2004年、ぶんか社）
- プライベエロ（2005年、ビーエムドットスリー）
- セクサロイド（2005年、ビーエムドットスリー）
- レイブ☆スレイブ（2006年、ビーエムドットスリー）
- ラブ☆デリ バーチャルSEXYプレイ（2006年、ビーエムドットスリー）
- SEXYURI（2007年、ビーエムドットスリー）
- Finger（2007年、ビーエムドットスリー）
- SHOW☆TIME(2008年、ビーエムドットスリー）
- ハイパーセクシーヒロイン サイバー戦士エトワール(2008年、ZENピクチャーズ）
- ユリータ(2008年、ビーエムドットスリー）
- 吉田由莉 SUPER☆BEST(2009年、ビーエムドットスリー）
- DEEP LINE(2010年、ビーエムドットスリー）
- ユリィ-4-EVER(2012年、ビーエムドットスリー）

## 書籍

### 写真集
- LOVE・ちゅ（2000年、竹書房）
- Feti doll（2004年、アスコム）

### 関連書籍
- 特冊新選組（2005年、竹書房）映画コラム連載